# Rotterdam Media Fonds
Het Rotterdam Media Fonds (RMF), voorheen Rotterdam Fonds voor de Film en audiovisuele media (RFF), was een fonds dat facilitaire en financiële steun leverde aan mediaproducties die geheel of gedeeltelijk in de regio Rotterdam werden geproduceerd. Het fonds gaf daarbij voorkeur aan producties die bijdroegen aan een blijvende versterking van de mediasector in Rotterdam. Het fonds werd in 2012 opgeheven.

## Ondersteunde films
Het Rotterdam Media Fonds verleende aan diverse speelfilms en series financiële ondersteuning, waaronder aan de speelfilm Who Am I? met in de hoofdrol Jackie Chan. De opnamen van deze film vonden gedeeltelijk plaats in Rotterdam.

## Kort Rotterdams
Kort Rotterdams was een initiatief van Het Rotterdam Media Fonds waarbij jaarlijks vijf Rotterdamse filmproductieteams de mogelijkheid werd geboden een korte bioscoopfilm te realiseren.
Kort Rotterdams 1998
- The Other Side, 35mm, 10min – Andre van der Hout
- Slow Bullet, 35mm, 7min – Bob Visser
- Haarzaak, 35mm, 7min - Simone van den Broek
- Hey Hi, 35mm, 7min – Liorah Hoek
- Temper! Temper!, 35mm, – Frank Lammers

Kort Rotterdams 1999
- Well Sir…, 35mm, 8min - Edu Calicher
- Descent, 35mm, 8min – Tjebbo Penning
- Questions and Answers , 35mm, 9min – Marieke van der Lippe

Kort Rotterdams 2000
- The Fall, 35mm, 7min – Koert Davidse
- Monologue Interieur, 35mm, 12min – Eveline Ketterings
- Lifeguard, 35mm, 7min – Gaetan Asselberghs
- Random Runner, 35mm, 8min – Peter Scholten
- Deja Vu, 35mm, 6min – Jamel Aattache

Kort Rotterdams 2002
- The Good, The Bad and The Innocent, 35mm, 6min – Jamel Aattache
- When the neighbour sings, 35mm, 8min – Stella van Voorst van Beest
- The Boy who didn’t understand anybody, 35mm, 9min – Froukje Tan
- The Sofa, 35mm, 7min – Parisa Yousef Doust
- Schredder, 35mm, 8min – Adriaan Lokman
- Silence, 35mm, 8min – Hanke Kleij

Kort Rotterdams 2003
- Neighbours, 35mm, 9min – Jamel Aattache
- The First Day, 35mm, 9min – Silvain Hooglander
- Glamour Girls, 35mm, 6min – Hester Scheurwater
- Cheese, 35mm, 9min – Jorrit Stollman
- Stand 4.18, 35mm, 14min – Sascha Engel

Kort Rotterdams 2004
- Dot, 35mm, 8min – Rachel van Olm
- Dream Track, 35mm, 10min – Tonny Vijzelman
- Window-cleaners, 35mm, 8min – Debbie Kleijn
- Never Let Go, 35mm, 8min – Claudia Hauri
- Saddlesore, 35mm, 7min – Tijmen van Vlier

Kort Rotterdams 2005
- ’44, 35mm, 8min – Jarno Cordia
- American Dreams, 35mm, 9min – Eelko Ferwerda
- The Grin, 35mm, 12min – Eef de Graaf
- Oswald’s Traces, 35mm, 10min – Cindy Jansen
- Fascinatio, 35mm, 4min – Michiel Wesselius

Kort Rotterdams 2006
- Contained, 35mm, 11min – Mark Wallaard, Tim treurniet
- Kicken, 35mm, 8min – Feije Riemersma
- Don’t Tell Kees, 35mm, 7min – Ari Deelder
- Soufiane, 35mm, 9min – Natasja Andre de la Porte
- Wing, 35mm/HD cam, 13min – Ricky Rijneke

Kort Rotterdams 2009
- Lucide, 35mm, 10min – Ferry van Schijndel
- Circus, 35mm, 7min – Ruben Broekhuis
- Opening Night, 35mm, 5min – Tim Leyendekker
- Njebeshnoje mwuilo, 35mm,  8min, Laura Beijn
- Sommige dingen zijn heel eenvoudig, 35mm, 11min, Hester Overmars

Kort Rotterdams 2010
- Manitoba, 35mm, 12min, Mirka Duyn
- Het Beloofde Pand, 35mm, 10min, Shariff Nasr
- Fata Morgana, 35mm, 10min, Joanna Wesseling
- Spaanse Draft, 35mm, 11min, Ruben Bults

Kort Rotterdams 2011
- Vestiare, 35mm, 11min – Martijn J. Kramp
- Valdrift, 35mm, 14min – Jasper Wessels
- Donnie, 35mm, 12min – Willem Baptist
- Je komt toch?, 35mm, 12min – Gerard Meuldijk